# Acumen Fund
Acumen Fund is een Amerikaanse organisatie die in diverse landen lokale ondernemers ondersteunt met kleine leningen. Men concentreert zich hierbij op initiatieven die mensen toegang bieden tot gezondheidszorg, water, huisvesting, alternatieve energie of landbouwontwikkelingen. 
Uitgangspunt is de aanname dat noch de vrije markt, noch liefdadigheid (in de zin van giften) op zich een afdoende oplossing zijn tegen armoede. De door Acumen Fund geleverde dienst wordt "patient capital" genoemd: investeringen voor de lange termijn, vaak zonder direct zicht op return on investment (R.O.I.) en met een grotere tolerantie voor risico. Het management van de bedrijfjes die leningen ontvangen, wordt doorgaans intensief begeleid in zijn bedrijfsvoering.
Acumen Fund werd op 1 april 2001 opgericht door Jacqueline Novogratz, de huidige directeur. Het heeft ruim 75 miljoen dollar geïnvesteerd in 70 bedrijven in Zuid-Azië en Afrika.